# 约翰·坦布拉斯
约翰·坦布拉斯（John Tambouras，1979年1月30日—），是一名已经退役的澳大利亚足球运动员，司职后卫。他效力的最后一支球队是广州恒大。

## 职业生涯
坦布拉斯在澳大利亚国家足球联赛球队南墨尔本开始职业足球生涯，但他只获得一次替补出场的机会，1999年被租借到维多利亚州超级联赛球队阳光乔治十字。2000年，坦布拉斯加盟希腊足球甲级联赛球队卡拉马塔，但在2000/01赛季跟随球队降入乙级。
2003年坦布拉斯和当时新西兰唯一一家职业俱乐部奥克兰国王签约，征战澳大利亚国家足球联赛。塔姆布拉斯表现出色，出场21次，打进1球，获得当赛季俱乐部最佳球员的称号。2005年，奥克兰国王改名为新西兰骑士，加入新成立的澳大利亚职业足球联赛。坦布拉斯在2005/06赛季出场18次，赛季结束后离开球队转会到马来西亚球队彭亨。在彭亨，他帮助球队获得马来西亚足协杯冠军。之后塔姆布拉斯回到新西兰骑士，参加2006/07赛季澳职联赛。
2007年1月，坦布拉斯前往罗马尼亚克拉约瓦大学试训，但未能获得合同。7月，他再次登陆欧洲，加盟爱尔兰足球超级联赛球队杜希达联，并随队获得2007赛季联赛冠军。2008年，坦布拉斯前往阿塞拜疆的内福特奇，经过一个星期的试训后与球队签约。
2009年6月，坦布拉斯回到澳大利亚，加盟北昆士兰狂暴。但在球队效力一个赛季后，他再次选择离开球队。2010年3月2日，坦布拉斯正式和刚刚在中国足球反赌风暴中被罚降入中甲的广州恒大签约。坦布拉斯在广州队表现堪称灾难，在仅仅出场两场比赛后就被球队解约。
离开广州队的坦布拉斯选择退役，2010年10月，他开始在澳大利亚北领地从事青少年足球训练工作。

## 荣誉
- 澳大利亚国家足球联赛冠军： 1997-1998，1998-1999
- 马来西亚足协杯冠军：2006
- 爱尔兰足球超级联赛冠军：2007